# گنجفه

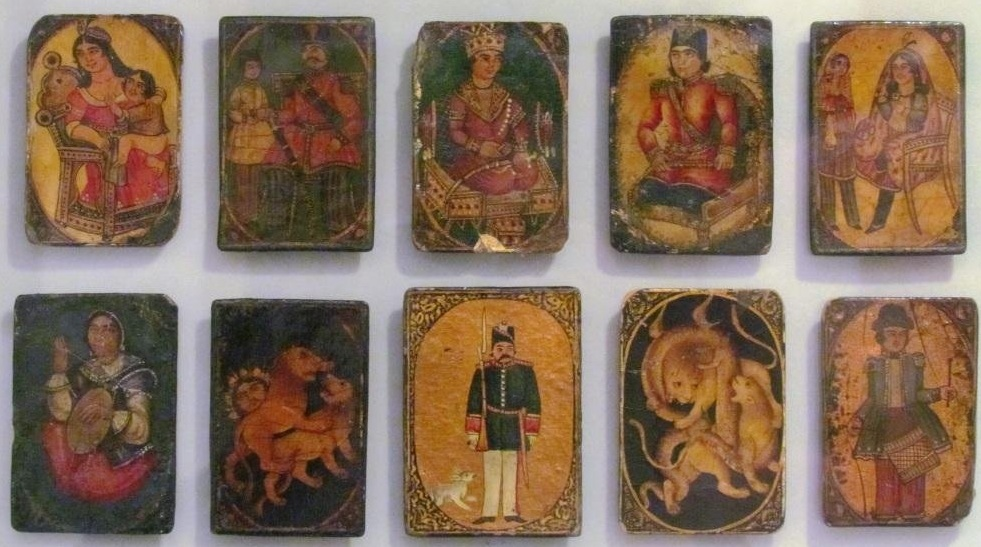
ورقهای بازی گنجفه، موزه دکتر مقدم

گنجفه نوعی بازی ورق می‌باشد که به احتمال زیاد در قرن شانزدهم در دربار صفویان به وجود آمده‌است. کلمهٔ گنجفه، هم به خود بازی و هم به دست ورق آن گفته می‌شود. گفته می‌شود شیوهٔ بازی گنجفه مانند بازی حکم امروزی است که با ورق انجام می‌گیرد.

## تاریخچه
از شواهد امر چنین برمی‌آید که گنجفه قبل از عصر صفویه بازی متداولی نبوده‌است. با توجه به تقدم اقسام گوناگون بازی ورق در جهان به عصر صفویه، بی گمان گنجفه از بازی کهن تری اقتباس شده‌است. هر چند که گنجفه در شکل و جزئیات منحصربه‌فرد می‌باشد.

صادق مینای اصفهانی (متوفی ۱۰۶۱ هجری) مؤلف شاهد صادق که فصل شصت و چهارم کتاب خود را به گنجفه اختصاص داده می‌نویسد: «از مخترعات میر غیاث الدین منصور شیرازی است و گمان آن است که از گنجفه فرنگیان استخراج کرده و نام آن گنج فهم است به کثرت استعمال به گنجفه مشهور شده و آن بر چند قسم است و برخی از آن را این حقیر اختراع کرده». همین مؤلف اثر مفصلتری در باب بازی‌های قمار به نام «رساله در علم ملاعب» تدوین کرده که در دست نیست.

تاورنیه می‌نویسد: در میان اقسام قمارهای ایرانی یک قسم بازی ورق دارند که گنجفه می‌نامند، ورق‌های ما چهار نشان دارد، اما اوراق ایرانی دارای هشت نشان است».

گنجفه بازی در اوایل عصر صفویه و به خصوص در دربار شاه عباس اول (بزرگ) بسیار مرسوم و محبوب بوده‌است. از میان پادشاهان صفویه، او به گنجفه علاقه زیادی داشت، همچنین سران سپاهش اغلب اوقات یه بازی گنجفه می‌پرداختند؛ ولی در زمان شاه عباس دوم اوضاع دیگرگون شد، بازی گنجفه مثل سایر بازیها قمار به حساب آمد و ممنوع گردید. در دوره‌های بعدی مقبولیت گنجفه بازی در دربار ایران فراز و نشیب پیدا می‌کند اما این بازی از ایران به هندوستان می‌رود و اکبر شاه از آن تقلید کرده و گنجفه‌ای می‌سازد که دارای دوازده صنف بود. در میان گورکانیان هند گنجفه مقبولیت بسیار داشت.

## ترتیب ورق‌ها و خال‌ها
اوراق گنجفه بر خلاف ورقهای امروزی که مستطیل هستند، گرد و مدور بوده‌اند. این اوراق با چوب، برگ نخل یا مقوا ساخته می‌شدند. گنجفه نود و شش ورق در هشت دسته دوازده برگی داشته‌است (هشت خال، دوازده برگ از هر خال). نام این خال‌های هشتگانه به این ترتیب است: غلام، تاج، شمشیر، اشرفی (زر سرخ)، چنگ، برات، سکه (زر سفید)، قماش. هر دسته ۱۲ برگ داشت: دو تا به نام شاه و وزیر و بقیه به شماره یک تا ده شناخته می‌گردید.

## گنجفه در ادبیات فارسی
گنجفه و گنجفه بازی در ادبیات فارسی عصر صفوی و پس از آن به کرّات به کار رفته‌است. چند نمونه در پی می‌آید:
مانند آن ورق که ز سر واکند کسی
حسنت به چرخ گنجفه داد آفتاب را
اسماعیل قشنگ آن گنجفه‌ساز
می‌گفت همیشه با حریف و انباز
پیوسته کلک میزن و پا زخم مباز
شاید که به دست آوری یک دو سه غاز
گنجفه بازی است کار پلید
کس ازو خیر در زمانه ندید
پس گنجفه را از بغل خویش به درکن
از باده دماغ همه را تازه و ترکن
همچنین اهلی شیرازی متوفی به سال ۹۴۲ هجری قمری مجموعه شعری به نام رباعیات گنجفه سروده‌است.